# ヴァンダービルト大学
ヴァンダービルト大学（英語: Vanderbilt University）は、米国テネシー州ナッシュビル市に本部を置くアメリカ合衆国の私立大学。1873年創立、1873年大学設置。南部ではかつてないほどの巨額の100万ドルを大学創立のために寄付した船舶や鉄道の大実業家であるコーネリアス・ヴァンダービルトにちなんで名付けられた。コーネリアスは彼の寄付、およびそれによって建てられる大学が南北戦争からの復興に役立つことを望んだ。
USニューズ&ワールド・レポート誌のランキングでは常に総合大学の全米TOP20にランクされ（2022年全国大学番付13位、ブラウン大学と同位）、世界第73位。THE世界大学ランキング2022では、全米15位、世界第98位。特に、ヴァンダービルト大学医学部（VUSM）とヴァンダービルト大学看護学部（VUSN）は全米TOP15で名高い。ヴァンダービルト大学ロースクール（VLS）も、全米TOP20で評価が高い。その他のアメリカ国内ランキングでも例年TOP20前後をキープしている名門校であり、最先端の研究、勝れたリベラルアーツ教育、名の知れたヴァンダービルト大学メディカルセンターを兼ね備えた大学である。また、Princeton Review誌のランキングで、生徒の幸福度が全米1位、生活の質が全米2位、キャンパスの美しさが全米5位と学業以外でも評価されている。全米で最も競争率の高い大学の1つであり、2023年の入学志望者の合格率5.6%はアイビー校に匹敵する難関である。
サザン・アイビー・リーグ校の一つであり、著名な卒業生や出身者の中には2名の副大統領、25名のローズ奨学生、7名のノーベル賞、ピューリッツァー賞、アカデミー賞受賞者などがいる。テキサス州ヒューストンのライス大学やジョージア州アトランタのエモリー大学などと並んで、「南部のアイビー」という異名を持つ。
現在全米50州と世界90カ国から約12,000人の学生が、4つの学部と6つの研究大学院および専門職大学院に在籍している。ヴァンダービルト公共政策研究協会、自由フォーラム憲法修正第1条センター、ダイアー天文台、ヴァンダービルト大学病院、中部テネシーで唯一のレベル1外傷センターなどいくつかの研究センターや機関と提携している。大学の施設は敷地外にある天文台やサテライト診療所などを除き、ダウンタウン南西のキャンパスに立地している。都市的地域にありながら300種以上の木々を所有しており、大学のキャンパス自体が樹木園とも言える。

## 歴史

### 創立および初期の頃

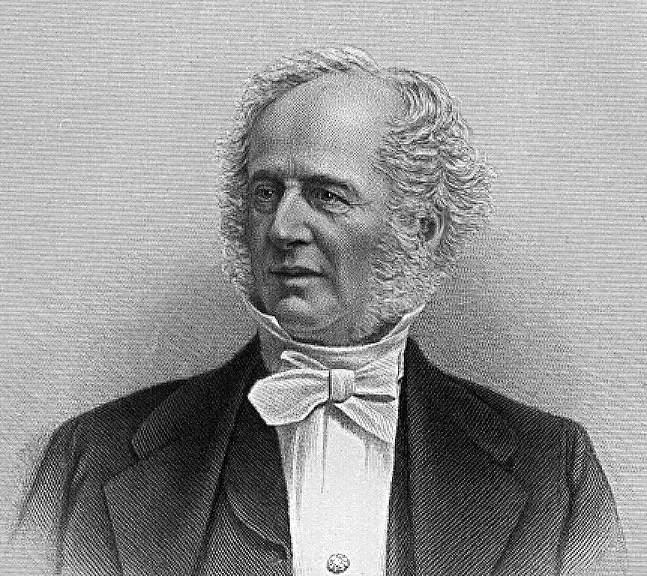
コーネリアス・ヴァンダービルト

南北戦争の数年前、アメリカ南メソヂスト監督教会は教会の多い地域の中心部に教役者を養成するための地方大学を創立することを検討していた。ナッシュビルの司祭のホランド・マクティアによる陳情後、教会のリーダー達は1872年にナッシュビルに『セントラル大学』を創立することを投票。しかし資金不足と南北戦争による南部諸州の荒廃から大学の開校は延期になっていた。
翌年、マクティアは妻のいとこと再婚したコーネリアス・ヴァンダービルトの住むニューヨークの邸宅に滞在していた。当時ヴァンダービルトは全米一裕福であり、高齢になるにつれて慈善活動に積極的になっていった。彼は彼の母親に敬意を表し、自身の生まれ故郷であるニューヨーク州スタテン・アイランドに大学を創立する計画を立てていた。マクティアは彼に「全米の大学に通常ある学部の全てを備えた最強の大学を創立するための寄付」としてセントラル大学に50万ドルの寄付をしてくれるよう説得した。
この寄付金は最終的に100万ドル(2009年の貨幣価値で換算すると17,697,692 ドル)にまで増大し、ヴァンダービルトが2回しか行なわなかった経済的支援のうちの1回となった。彼自身は大学名に自分の名前を冠することを願っていた訳ではなかったが、マクティアおよび評議会員は『ヴァンダービルト大学』と命名する。1877年、ヴァンダービルトは自身の名を冠した大学を見ることなく亡くなった。
1875年秋、約200人の生徒が入学し、10月に開校した。ヴァンダービルトの寄付の条件としてマクティア司教は評議員長に就任。マクティアの指導者でランドルフ＝メイコン大学(バージニア州)、アラバマ大学、ミシシッピ大学の学長を務めたことのあるランドン・ガーランドを学長として迎えた。ガーランドは大学の組織を形成し、それぞれの分野で著名な学者を教授として雇用したが、彼らのほとんどがマクティアに反発して大学を離れてしまった。

### メソジスト教会との分裂

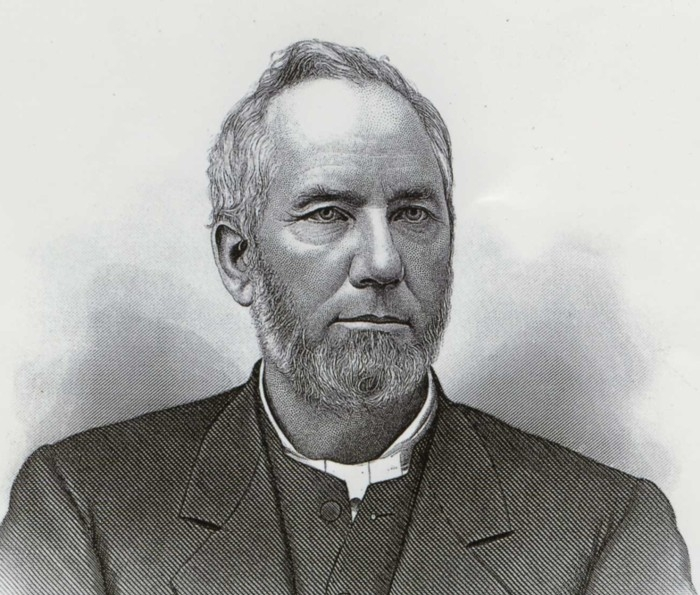
ホランド・マクティア司祭

最初の40年間、評議会つまり大学はアメリカ南メソヂスト監督教会の全米総連の運営下にあった。大学の将来をめぐり、特に評議会員の選出方法やメソディスト信者でなくとも教授職に就くことの可否について大学陣営と教会側との間の緊張は高まった。
1893年、ジェイムズ・ハンプトン・カークランドが学長に任命されると論争はさらにエスカレートした。メソディスト教会南部支部の信徒団は30万ドルを集めるためのキャンペーンで5万ドルしか集められなかった。
1905年、評議会は5名の司教という、ごく少数のメソディスト代表者にしか投票しなかった。元教授で司教のイライジャ・エンブリー・ホスはメソディストによる支配を行使しようと企てるグループを率いていた。1910年、評議会は3名のメソディストの司教の参加を拒否。メソディスト教会は反発して裁判に訴え、地元レベルで勝訴した。1914年3月21日、テネシー州最高裁判所はメソディスト教会でなくコーネリアス・ヴァンダービルトが大学の創立者であって、評議会には誰でも立候補できるとした。1914年、 教会側は投票し151対140でヴァンダービルトと僅差となった。またこの時新しい大学、南メソジスト大学の創立の投票も行われ、エモリー大学の創立にも発展した。

### 1920年代から第二次世界大戦
1920年代から1930年代にかけて、大学内の作家グループフュージティヴスやサザン・アグラリアンズの作品などで全米に大きな影響を与えるなど、大学は知的好奇心を満たしていた。またこの頃
アーネスト・ウィリアム・グッドパスチャーとヴァンダービルト大学薬学部の彼の仲間は受精卵のウイルスとリケッチアの培養のメソッドを考案。これは水疱瘡、天然痘、黄熱病、発疹チフス、ロッキー山紅斑熱など菌の繁殖を病原体とするその他の疾病へのワクチンの製造を可能にした。
第二次世界大戦中、アメリカ海軍の委任のV-12 大学トレーニング・プログラムで全米131校のうちの1校に加わった。

### 公民権運動およびそれ以降

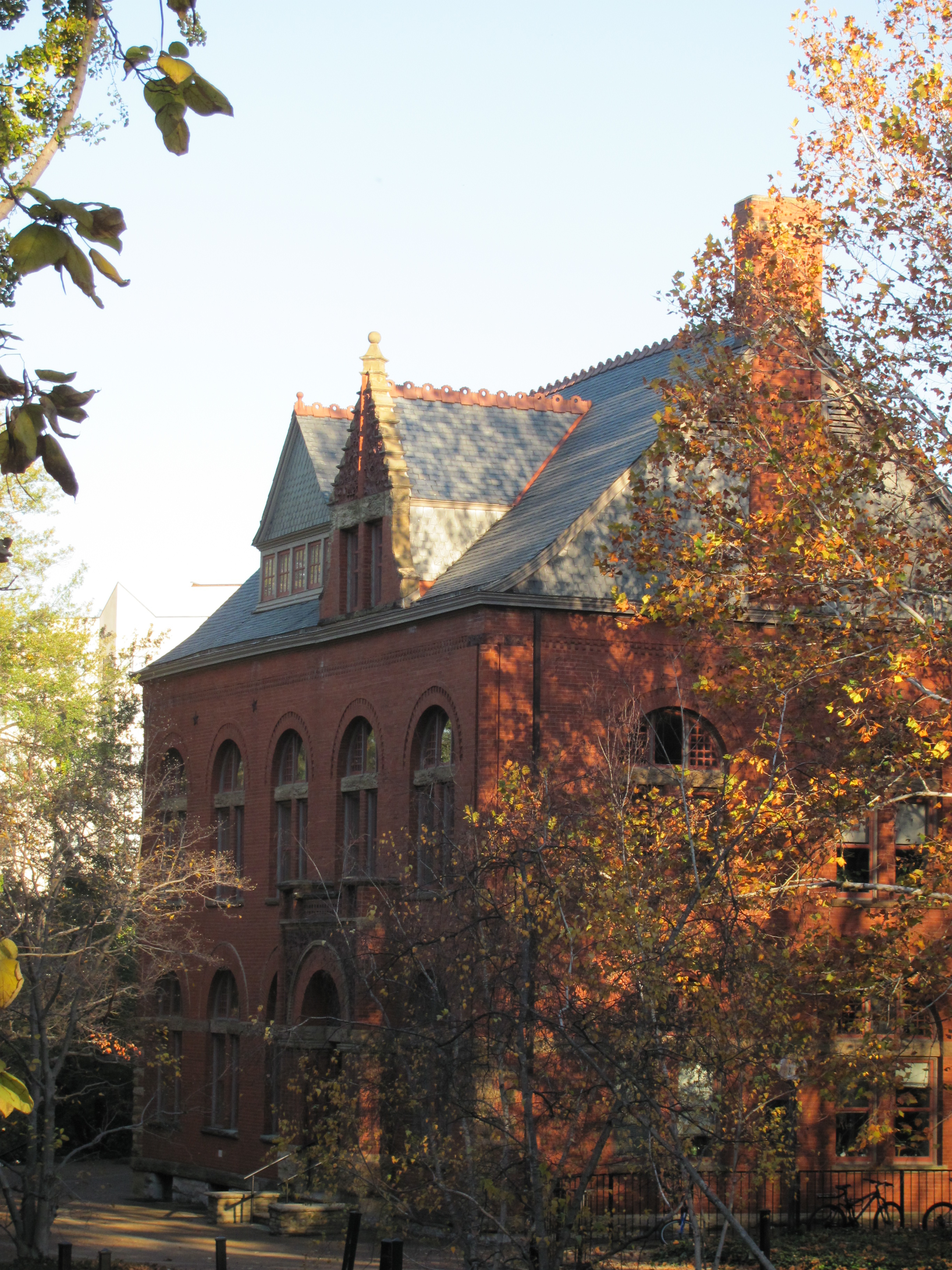
旧機械室、現在オウエン経営大学院

1950年代後期、ヴァンダービルト大学神学校でも公民権運動が騒がれるようになり、改革のリーダーの1人ジェイムス・ロウソンが退学させられた。2005年、ロウソンは2006年から2007年の年度に殊勲教授として雇用され、彼の功績を称え殊勲卒業生に名を連ねることとなった。
1966年、南東カンファレンスで初のアフリカ系アメリカ人選手ペリー・ウォレスを入学させたことで全米の注目を集めた。ナッシュビル出身のウォレスは1967年から1970年の間、ヴァンダービルト大学のバスケットボール・チームで活躍したが、南東カンファレンスの他のチームとの対戦では人種差別に直面した。2004年、学生主導でウォレスのジャージを手に入れることができた。大学内で人種の統合が課題となっていた1955年から1968年、ハロルド・スターリング・ヴァンダービルトが評議会長を務めていた。現在、彼の功績を称え、彼の彫像がバトリック・ホール前に立っている。
1966年、オーバリン大学神学部大学院がオハイオ州からナッシュビルに移転し、ヴァンダービルト大学神学校と合併した。1979年、近隣にあったピーボディ大学を吸収合併。
2002年、ピーボディのキャンパス内にある記念的建物である学生寮のコンフェデレイト・メモリアル・ホール(南部連合記念館の意)の名称変更を決定した際、ヴァンダービルト大学の歴史、人種、公民権運動を思い起こさせる問題が最前線に浮上した。1933年にこのホールの建設のために5万ドルを寄付した、南部連合関係者、その家族や子孫の女性で構成されるUnited Daughters of the Confederacy のテネシー支部が起こした裁判によって全米の注目を浴びた。
2003年、デイヴィッドソン郡衡平法裁判所はこれを退けたが、2005年5月、テネシー高等裁判所は、コンフェデレイト・メモリアル・ホールの名を示すものがこの建物から取り除かれたり変更されたりしようとも、大学はDaughters of the Confederacy が寄付した金額を現在の貨幣価値に換算して損害賠償を支払うべきだとした。
2005年7月、大学は公式にこのホールの名称を変更し、大学の全ての出版物や事務所などでも単に『メモリアル・ホール』とすることを発表したが、これを大ごとにすることも、既に印字された名称を取り除くことも損害賠償を支払うこともない、とした。

### 現在
現在では、南部を代表する名門大学（Harvard of the South）としてその名を轟かせている。アジアからの留学の歴史は古く、近代中国史で有名な宋三姉妹の父が孫文に会う前の若かりし時にこの大学で最古の学部である神学校に留学していたのも一例である。日本における一般知名度は　アイビー・リーグの学校に比して高くないが、それは卒業生が量的に少ないせいであり、そしてそれは、長い歴史の中でこの大学が生徒数を急増させないで、教育資金の充実と教育研究施設の改善をし続ける方法によって、その教育研究の質と評価を上げてきたことを良く反映している点である。創設者のスピリットは今なお生き続け、本大学における10の専門教育機関はそれぞれの専門分野において国際的に注目される研究機関である。経済学部からは、ノーベル平和賞受賞者のグラミン銀行総裁ムハマド・ユヌスが博士号を受けている。また、医学部及び同大学付属病院では、癌研究や小児外科などにおいて最先端の治療入院研究施設を持ち多くの研究結果をあげており、日本からも多くの医師、生物学、化学研究者が色々なテーマでの研究に参加してきた。日本人の学生が最も多いのはビジネススクール（Owen Graduate School of Management）で、MBAプログラムでは、ビジネス界をリードする多数の人材を輩出してきた。クリントン政権において副大統領を務めたアル・ゴアが在学したロースクールも有名で、J.D.（Juris Doctor）プログラムおよびLL.M.（Master of Laws）プログラムの日本人卒業生・在校生がいる。en:Peabody College of Education and Human Development(Peabody)は2012 USニューズ&ワールド・レポートにおいて1位にランクされており（ちなみに2位はハーバード大学、テキサス大学オースチン校である)、全米でもトップレベルである。

## 組織、運営

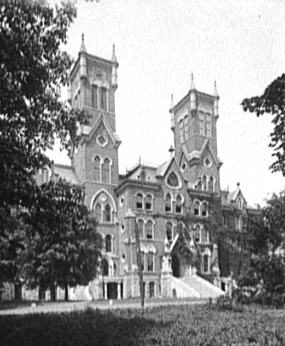
旧本館(1875年)。1905年の焼失前の写真。

民間企業としてのヴァンダービルト大学は自己永続的な評議会による完全な独立行政である。45名の正会員および何名かの名誉会員と大学の最高経営責任者（CEO）である学長で構成される。どの会員も任期は5年(最近の卒業生で2年任期の4名を除く)である。マーク・ダルトンが現在の評議会長である。
ニコラス・S・ゼポスが現在のヴァンダービルト大学の学長である。2007年8月1日、オハイオ州立大学の学長を再び務めることとなった先代のゴードン・ギーがヴァンダービルト大学を離れた後に暫定的学長となり、2008年3月1日、正式な学長となった。

### 歴代学長

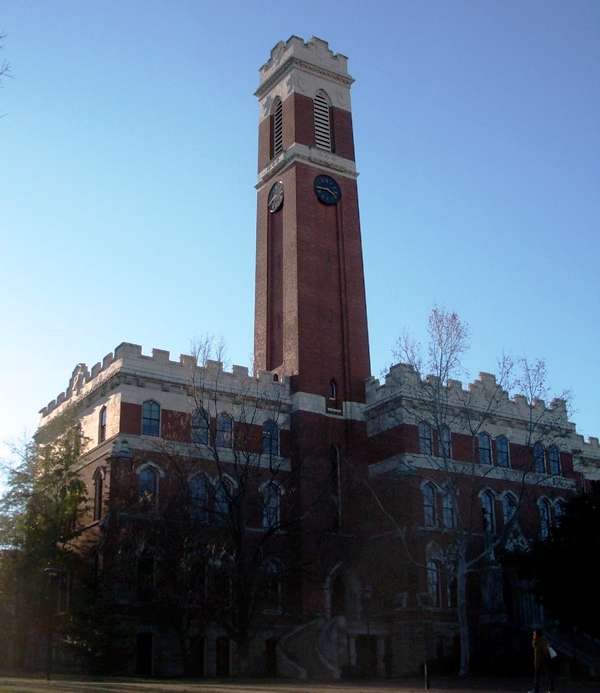
旧本館焼失後、塔1つで建て直されカークランド・ホールと名付けられた。現在運営本部となっている。

1875年の創立からたった8名の学長が務めてきた。1875年から1893年の18年間務めた初代学長はランドン・ガーランド。彼は大学の組織を形成し、最初の教授陣を雇った。校舎の1つに彼の名に因んだガーランド・ホールがある。
1893年から1937年の44年間務めた第2代学長はジェイムス・カークランド。ヴァンダービルト大学の学長の中で彼が一番任期が長い。彼の時代に大学と教会の対立があり、また医学部をメイン・キャンパスに移した。1937年に彼が退任した後、メイン・ビルディングはカークランド・ホールと名付け変えられた。
1937年から1946年の9年間務めた第3代学長はオリヴァー・カーマイケル。一番任期が長い学長の後続はヴァンダービルト大学において任期の短い学長のうちの1人であった。カーマイケルは大学院を発展させ、ジョイント大学図書館、ピーボディ大学、スキャリット大学を創立した。敷地の北端にある高層の寮にカーマイケル・タワーと名付けられている。
1946年から1963年の17年間務めた第4代学長はハーヴィー・ブランスコム。大きな発展や改善の時期を過ごした彼は、全ての人種に入学の機会を与えた。学生寮複合施設にブランスコム・カードラングルと名付けられている。
1963年から1982年の19年間務めた第5代学長はアレクサンダー・ハード。オウエン経営大学院を創立し、ピーボディ大学と交渉により合併した。人種差別撤廃に意欲的であったことから人種差別主義者から退任を求める動きもあったが存続することができた。3,300万冊を貯蔵する大学内10館の図書館のシステムに彼の名が冠されている。
1982年から2000年の18年間務めた第5代学長はジョー・B・ワイアット。大学の寄付金を厳しく管理し、学生も多様化し、多くの校舎を建て直した。教授や講師の質の向上に尽力し、毎年行われる『USニューズ&ワールド・レポート』のランキングで初めてトップ25にランクインした。ピーボデイ・キャンパス内にワイアット夫妻に因んで名付けられたワイアット・センターがある。
2000年から2006年の6年間務めた第6代学長はゴードン・ギー。2002年2月、評議会により任命された。2006年、大学所有の学長邸の改築のために600万ドルを使うなど、浪費が問題視された。2006年9月の『ウォールストリート・ジャーナル』誌9月号の記事で、ギーや大学の浪費は、高学歴の者にありがちな怠慢なミスの例である、とされた。評議会は学長事務局での資金の使途にさらに注意を払うこととなった。
2007年から現在の第7代学長はニコラス・S・ゼポ。ギーの退任後しばらく暫定的な学長であったが、2008年3月1日、評議会により正式な学長に任命された。

### 医療センター
ヴァンダービルト大学医療センター(VUMC)はヴァンダービルト大学にとって重要な要素であり、中部テネシーで唯一のレベル1外傷センターがある。VUMCには、ヴァンダービルト大学病院、モンロー・カレル・ジュニア・ヴァンダービルト大学子供病院、ヴァンダービルト=イングラム癌センター、ヴァンダービルト精神病院、ヴァンダービルト診療所、ヴァンダービルト・ビル・ウィルカーソン・センター、ヴァンダービルト・ストールワース・リハビリ病院、エスキンド生物医学図書館、ヴァンダービルト・スポーツ医学、ダヤニ人間性能センター、ヴァンダービルト・ペイジ・キャンベル心臓研究所、ヴァンダービルト大学薬学部、ヴァンダービルト大学看護学部がある。
2,876名のフルタイム教授を含む21,500名以上が雇用されている。ヴァンダービルト大学は中部テネシーにおいて最も雇用数が多い民間の雇用先である。テネシー州内では西部テネシーのメンフィスに本社のあるフェデックスに続き2番目である。大学で働く教授や職員の約74%が医療センターに従事している。2008年、『USニューズ&ワールド・レポート』 が選ぶ全米のベスト病院に3度目のランクインをし、今世紀通して第15位となり、17名の教授が全米アカデミーズのメンバーとなっている。2004年、医療センター以外の教授の24.1%が女性で、14.4%がアメリカ人以外の外国人であると大学が発表した。

## 学生および研究

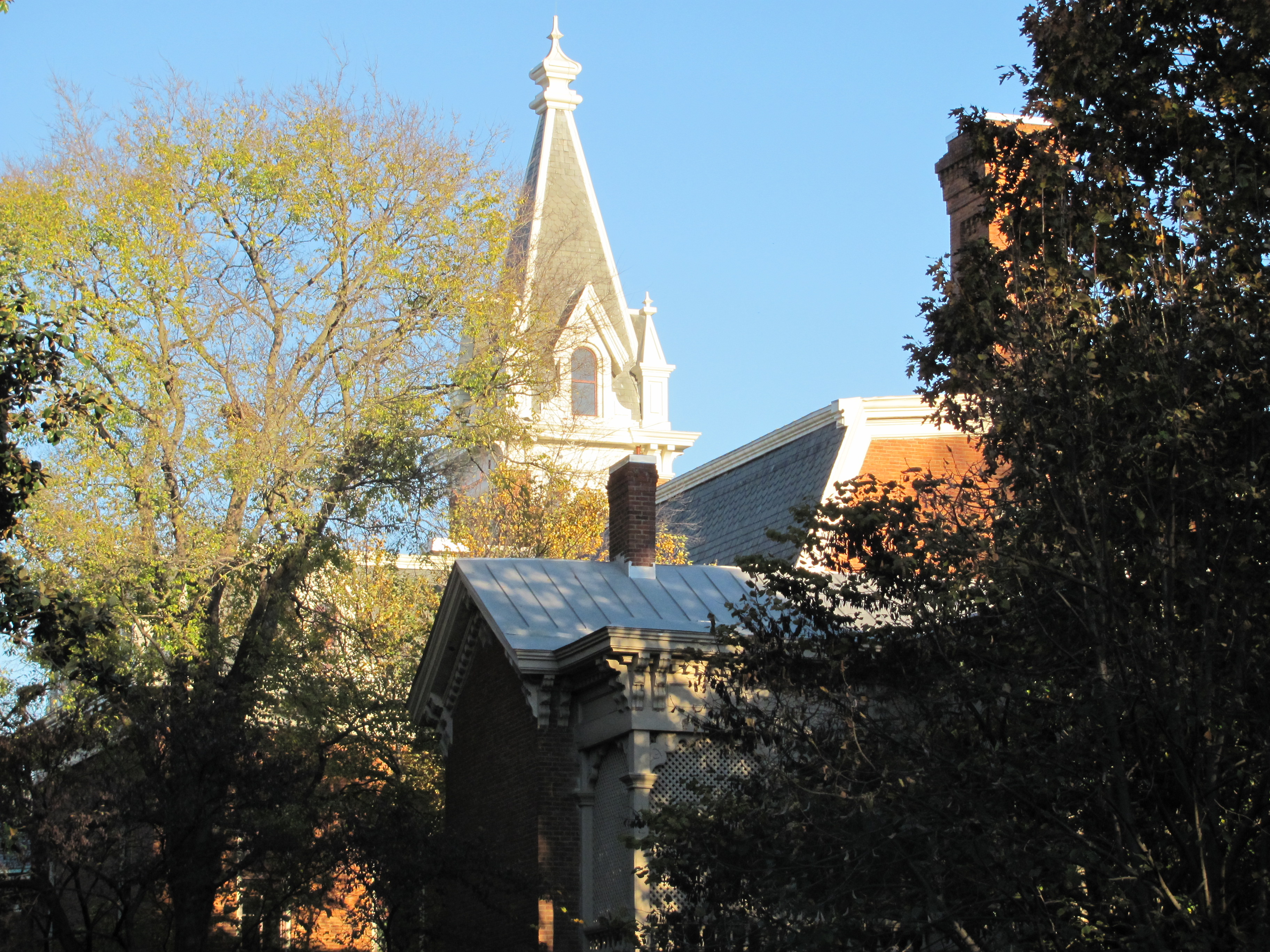
ベンソン科学ホール。最初の校舎の1つで現在英文、史学の校舎となっている。

2009年12月、ヴァンダービルトには6,794名の大学生、5,720名の大学院生およびプロフェッショナル・スクール生が在籍。生徒は全米50州から、また90カ国以上から来ており、全体の60%がアメリカ南東部以外から、8%がアメリカ国外から来ている。さらに2010年卒業の大学生の24%が白人以外で、およそ半数が女性である。
ヴァンダービルト文理大学、ヴァンダービルト工科大学、ピーボディ教育発達科学大学、ブレア音楽大学の大学4校に70学科あり、また自身で学科を作る機会もある。ヴァンダービルト神学大学院、ヴァンダービルト大学院、ヴァンダービルト法科大学院、ヴァンダービルト薬科大学院、ヴァンダービルト看護大学院、ヴァンダービルト大学オウエン経営大学院の大学院およびプロフェッショナル・スクール6校がある。

### 研究
他の大規模な研究機関と同様にヴァンダービルト大学も幅広い分野で研究をしており、2006年の連邦研究資金のトップ25位内に入った。2007年、ヴァンダービルト大学薬学部はアメリカ国立衛生研究所(NIH)の基金(2億8,230万ドル)で第10位となった。電気工学やコンピューターサイエンスを研究するInstitute for Space and Defense Electronics はこの分野の研究所としては世界最大である。

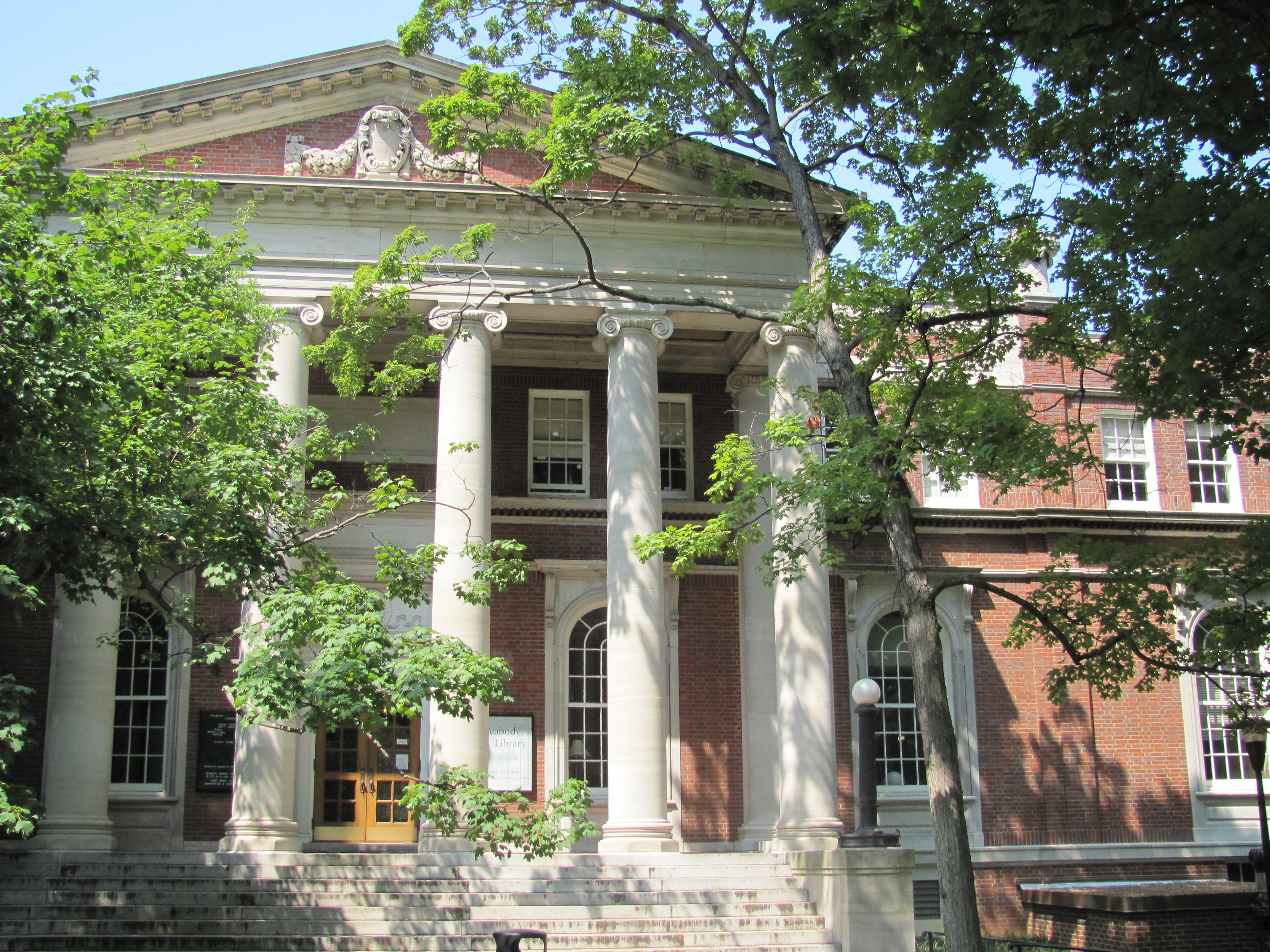
ピーボディ図書館

珍しい研究としてはコーヒーやコントラクトブリッジに専科した研究機関がある。元評議会長でコーネリアス・ヴァンダービルトの曽孫であるハロルド・スターリング・ヴァンダービルトにより当時の現代的で最新な形態に発展した。さらに2004年中盤、ヴァンダービルト大学のケミカルバイオロジー研究で偶然園芸家やバラ愛好者が長く待ち望んだ青いバラの品種改良の第一歩を踏み出した。
しかし研究が全て順調にいっている訳ではない。1940年代、テネシー保健所と提携し妊娠中の女性の鉄代謝について研究を行なっていた。1945年から1949年の間、800名の妊婦は放射性崩壊した鉄を与えられた。研究対象のインフォームド・コンセントは当時徹底しておらず、多くの女性は潜在的リスクについて何も知らされていなかった(『ヘルシンキ宣言』参照)。これらの母親から生まれた子供の少なくとも3名がこれが原因と思われる癌にかかった。1998年、複雑訴訟形態で母親達と子供達から1,030万ドルの訴訟を起こされた。
『Exploration 』はオンラインの大学の研究誌である。大学内で行なわれる考古学から動物学まで幅広い研究をマルチメディアで発表し、研究の動機や、科学研究に携わった学生の経験を語る。ヴァンダービルト大学でも独自の研究ジャーナル誌を発刊している。ヴァンダービルト大学はOak Ridge Associated Universities とUniversities Space Research Association のメンバーでもある。

## 評価事実

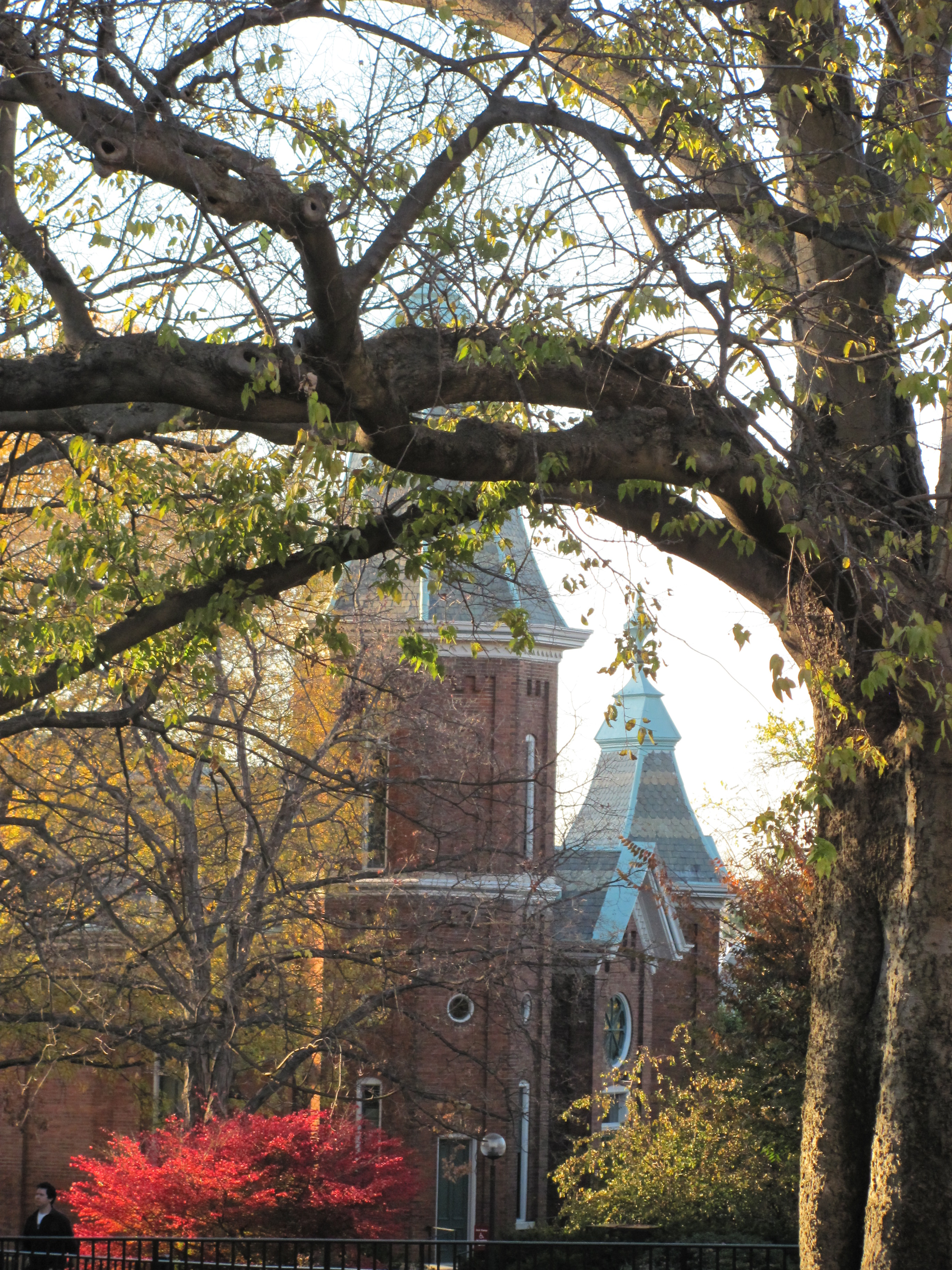
旧体育館、現在入学事務所。1880年、ウィリアム・ヘンリー・ヴァンダービルトの寄付により建てられた。

US News & World Report誌、Wall Street Journal誌等の全米の大学ランキングにおいて、ヴァンダービルトは総合評価において概ね10〜19位に位置づけられている（アメリカには3000校から4000校存在するとも言われる大学の中で2022年度のランキングでは13位に輝いた）。この中でトップ1%に入る大学は軒並み国際的に評価が高く、アメリカでは入学することは至難の業と言われている。ちなみに日本の大学の数はおよそ1200校。私立ということで学費はかなり高いものの、各々の分野において質の高い教育を受けることが出来る。なお、米Fortune誌が発刊する全米トップ100企業2009年度版において、大学病院などの専門機関を除き、教育機関としてはヴァンダービルト大学が唯一ランクイン(98位)しているのは特筆すべきであろう。
2023年の合格率は5.6%と全米で最も競争率の高い大学の1つであり、テネシー州内では最も競争率が高い大学である。2016年卒業見込みの入学生の学力テストの点数は平均を大幅に上回り、SATの点数の四分位間(25%から75%)は1470から1590(Math plus Critical Reading subscores) で、ACT の点数の四分位間は33から35であった。また、Princeton Review誌のランキングで、生徒の幸福度が全米1位、生活の質が全米2位、キャンパスの美しさ全米5位と学業以外でも評価されている。
- 『USニューズ&ワールド・レポート』

2007年、全米聴覚学第1位
2008年、全米特別支援教育第1位
2010年、教育行政第1位
2010年および2011年、全米教育学部第1位(ピーボディ教育大学)、法学部第16位、薬学部第15位、看護学部第15位、工学部第37位、経営学部第25位(オウエン経営大学)
2022年、全米総合第13位(ブラウン大学と同列)
- 『ビジネスウィーク』

2008年、オウエン経営大学第30位
- 世界大学学術ランキング(ARWU)

世界50校以内
2012年、自然科学および数学、工学・テクノロジー・コンピューターサイエンス、生活および農業科学、薬学、社会科学世界第1位(複数校入賞)
- 『タイムズ・ハイアー・エデュケーション』

2012年、北米第31位、世界70位
- 『QS World University Rankings 』

2011年、世界第131位
- Human Resources & Labor Review

2011年、世界ベスト50校
- Faculty Scholarly Productivity Index

2007年、 全米第8位(約7,300近くの医学系プログラム中)、比較文学、教育指導、薬理学、ポルトガル語、スペイン語など特殊教育の分野で第1位
- Poets & Writers

2010年、全米英文科文芸修士プログラムトップ50校中第18位
2011年、第14位
- 『フォーチュン』

企業トップ100社(唯一の大学)

## キャンパス

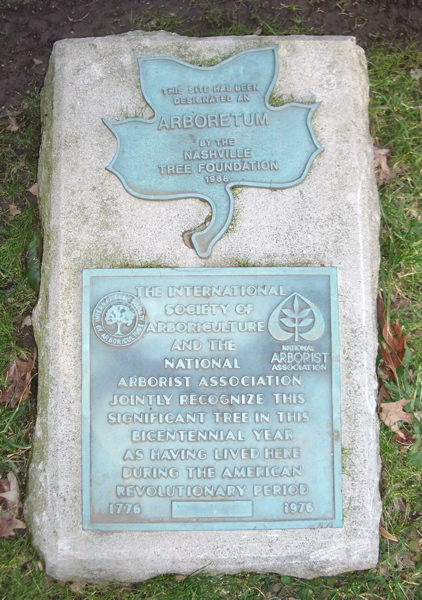
ヴァンダービルト大学は国家樹木園に認定されている。

ヴァンダービルト大学のキャンパスはナッシュビルのダウンタウンの南西約1.5マイル (2.4 km)のウエスト・エンド通り沿いのいわゆるミッドタウンに位置している。総面積330エーカー (1.3 km2)の敷地の南東部に主な校舎の一部および医療センターが位置する。キャンパスの歴史的中心部は約30エーカー (0.1 km2)。扇状に広がっており、ウエスト・エンド通りと21番通りの交差点から徐々に南と東に広がっていったことが反映されている。キャンパスは比較的コンパクトだが、最長距離は徒歩約25分となる。
木々など豊富な緑は創立当初のものとされ、ナッシュビル都市部の景観との対比やレンガ造りの建物との調和が美しい。テネシー州原産の種を含む300種以上の高木や低木がキャンパス内で見ることができ、1988年、植物園樹木園協会により国家樹木園に認定された。ランド・ホールとガーランド・ホールの間の200周年オークと呼ばれる樹木は独立戦争期を生き抜いたと認定されており、キャンパス内で最も古い物とされている。
また、キャンパスがあるナッシュビルは比較的治安もよく、キャンパス内及び周辺地域の治安維持・向上のために配属された警察官(Vanderbilt Police)が巡回をしている。

### 主な校舎

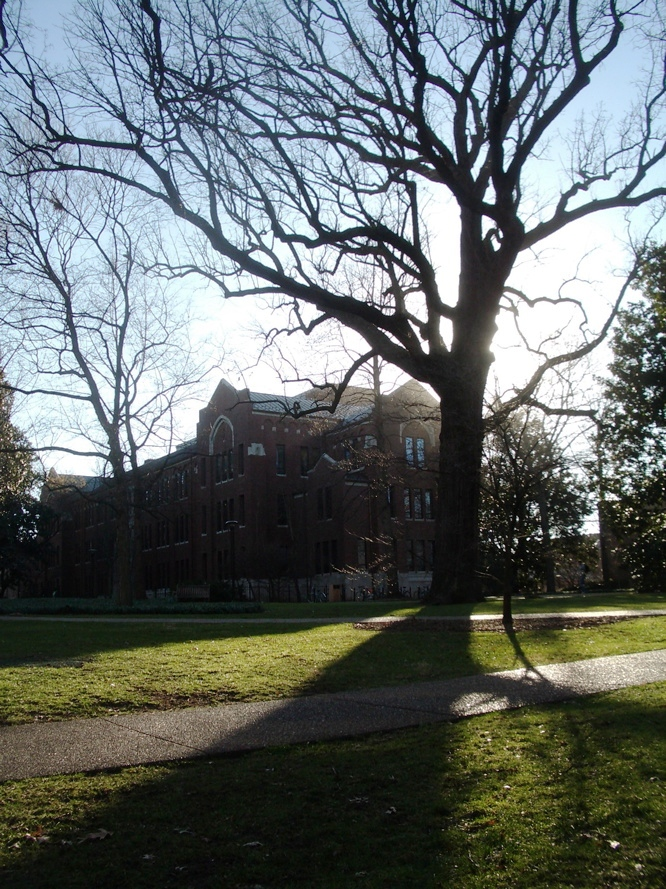
バトリック・ホール前の200周年オーク。独立戦争を生き抜いた。

キャンパスの北東、扇状の土地の基点となる辺りに初代のオリジナル・キャンパスがある。カークランド・ホールを含む最初の校舎は1870年代から1890年代に建てられた。このセクションはウエスト・エンド通り南側のスティーヴンソン・センターまで、また21番通りから西のアルムナイ・ロウン(卒業生達の芝地の意)まで拡大した。人文科学部、文理学部、法学部、オウエン経営大学院、神学校は元々あった場所に今もある。さらにハード中央図書館、サラット学生センターおよびランド・ホールもオリジナル・キャンパスにある。
元の校舎の南に隣接するのはスティーヴンソン科学数学センター、工学部複合施設(ジェイコブス・ホールおよびフェザリンギル・ホール)である。科学図書館、工学部、文理学部の科学系および数学系の学科が収容されており、オリジナル・キャンパスと医療センターの間に位置している。ヴァンダービルト大学医療センターはキャンパスの南東部を占める。さらに提携する様々な病院や診療所、薬学部や看護学部の施設を有しており、医療センターにも多くの主要な研究施設がある。
オリジナル・キャンパスと医療センターの西側にはフラタニティとソロリティや学生寮がある。北から南に向かい、カーマイケル・タワーズ、 フラタニティとソロリティ、ブランスコム・カードラングル、 ハイランド・カードラングルがあり、ブランスコムやタワーズのような2人部屋で共同バスルームの学生寮からハイランド・カードラングルのようなアパートタイプのようなものまで学内に多様で多数な住居施設がある。1950年代まで西側の開発は行なわれていなかったことから、これらの施設は他の校舎などに比べて新しい。20世紀初頭から核家族の小さな家屋や二世帯住宅を取り壊してこれらの建物が建てられたため、オリジナル・キャンパスに比べて緑が少なくより都会的である。

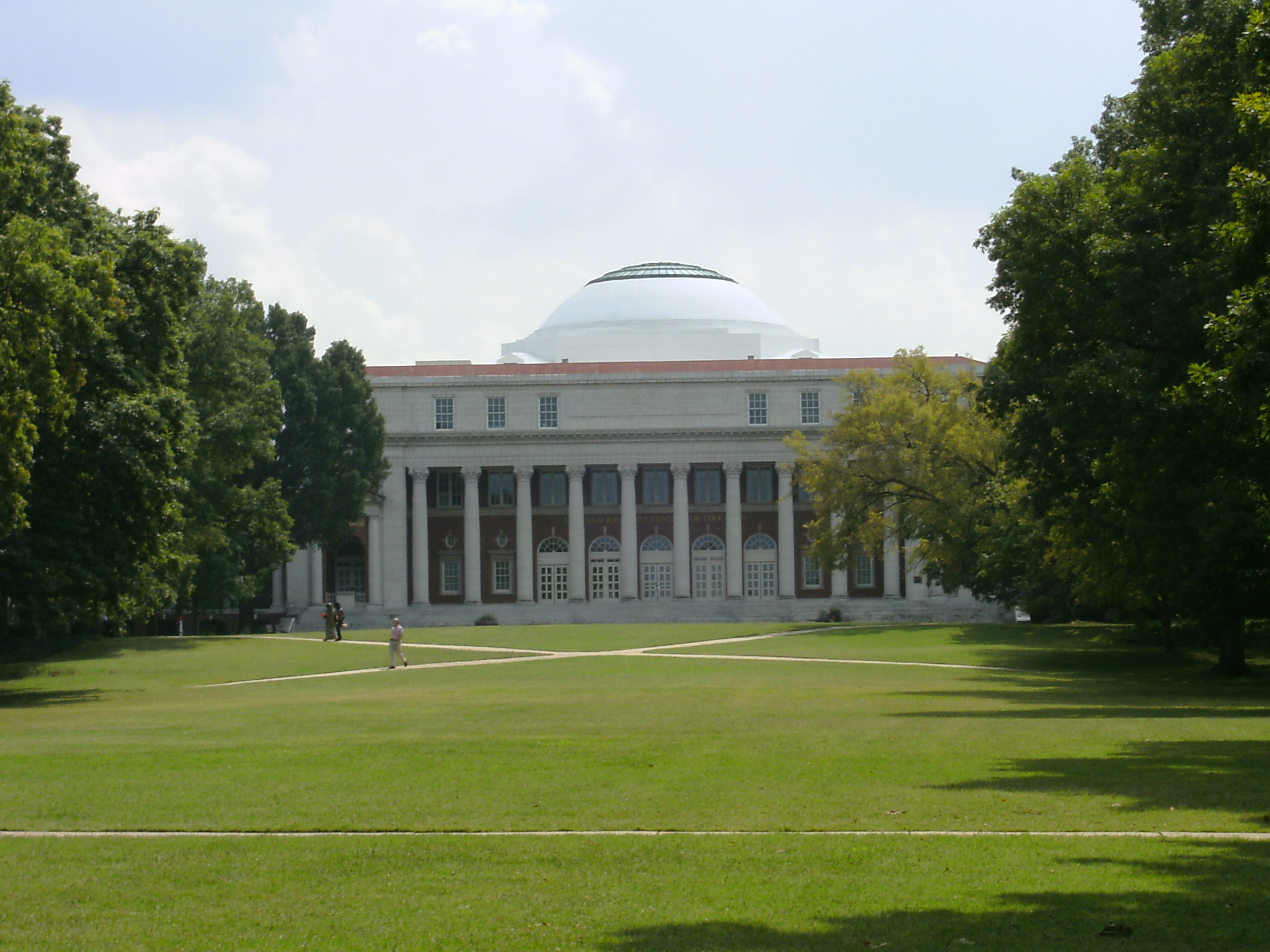
ピーボディのキャンパスにあるワイアット・センター

記念体育館やかつてNFLのテネシー・タイタンズが本拠地にもしていた収容人数39,773人のヴァンダービルト・スタジアム、ホーキンス球場、マッギン・センターなど大学のスポーツ・チームの競技場などの施設がキャンパス西部の新しく開発された場所にある。学生リクレーション・センターおよびこれと提携する競技場がキャンパス内南側にある。

### ピーボディ
医療センターの21番通りを挟んで向かい側にピーボディ教育発達科学大学のキャンパスがある。合併までそれぞれの歴史を歩んできたため、ヴァンダービルト大学のオリジナル・キャンパスとは根本的に違ったスタイルである。オリジナル・キャンパスはデザインにそれほどこだわっていないのに対し、ピーボディはバージニア大学のようなジェファーソン風建築に似た幾何学的設計で設計されている。このキャンパスにはピーボディ大学だけでなく、大学ホールプランの一部として全ての新入生が一緒に宿泊するザ・コモンズの場所でもある。新入生の宿泊所となる前は2年生の住居であった。
ピーボディのキャンパスはUniversity School of Nashville (USN) (元ピーボディ附属校(PDS))と隣接している。PDSは1975年までピーボディの一部であったが、現在もUSNはピーボディの学生の学習に役立っている。

## 学生生活

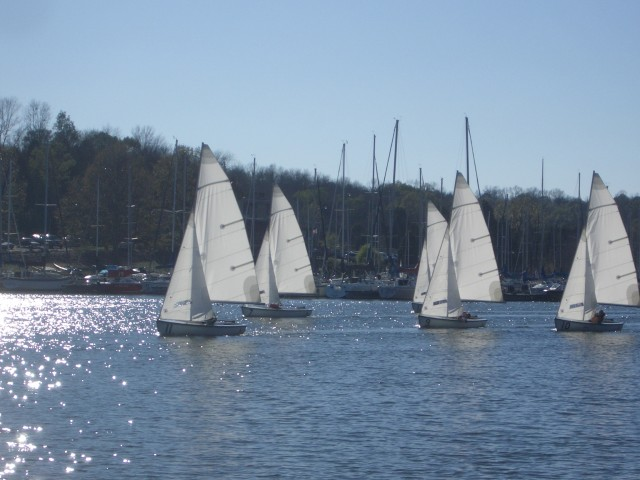
セーリング・クラブ・レガッタ

### 学生組織
大学認定の学生組織は400団体あり、学問的なものからリクレーション的なスポーツクラブまで様々であり、その最古のものはセーリング・クラブである。またヴァンダービルトが創立したAlternative Spring Break を含む国内外に限らず社会奉仕を行なうサービス組織が50団体以上ある。
ジャーナリズムのカリキュラムが不足しているにもかかわらず、10以上の独立した報道機関が学生によって運営されている。卒業生のフレッド・ラッセルとグラントランド・ライスに由来するスポーツ記事編集者への奨学金が毎年スポーツ記事編集者を目指す新入生に与えられる。ヴァンダービルト学生コミュニケーション社(VSC)は8つの出版印刷機関、ラジオ局、有線テレビ局を所有している。1888年に初めて出版された刊行物『The Vanderbilt Hustler 』はナッシュビルで現在も発行されている刊行物で最古のものとなる。この刊行物の名称はコーネリアス・ヴァンダービルトがビジネスにおいて冷徹で、人々からお金を騙し取る(hustle)とされて付けられたニックネームによる。大学のラジオ局WRVU は全校生徒に向けてブルーグラスから合唱まで幅広く、また流行りではない曲や学生のトーク番組を放送しており、大学テレビ局ヴァンダービルト・テレビジョン(VTV)は学生の自主制作映画、寸劇、ニュースなどエンターテイメントをベースとした番組を放送している。
VSCは『The Vanderbilt Hustler 』の記事が相次いで物議を醸したため、大学側の責任を回避しジャーナリズムの組織を独立させるために1967年に創立された非営利組織である。1970年代、VSCはジャーナリストからアドバイスを受けたり、専門家の助言を得たりするために出資した。当初VSCの役員には教授の理事長、学生役員数名、校外のジャーナリストの役員などが在籍した。初期のジャーナリスト役員には『ザ・テネシアン』の出版・編集者で後に会長、『USAトゥディ』の論説主幹となるジョン・ローレンス・シーゲンソーラーが含まれる。
学生による刊行物には法学部による3種のロー・レビューがあり、うち主要なものは『Vanderbilt Law Review 』である。
フラタニティとソロリティはキャンパス内外問わず活動的な組織であり、2011年春には14のフラタニティと10のソロリティを有していた。2006年から2007年、男子学生の35%、女子学生の49%、ヴァンダービルト大学の全校生の42%がこの組織に属していた。

### 2011年～2012年、非人種差別論争
2011年、4つのクリスチャン学生組織は、組織は希望する全ての学生を受け入れ、組織のリーダーが信仰、目標、価値観をその組織のメンバーに押し付けることを禁じる大学の非人種差別政策への不服従で合衆国最高裁判所の判決により執行猶予となった。この論争は2011年から2012年まで続き、最終的に州法によりこの非人種差別政策から免除された。この免除は州議会両院で可決されたが、ビル・ハスラム州知事はこれに反対であった。

### 誠実規定

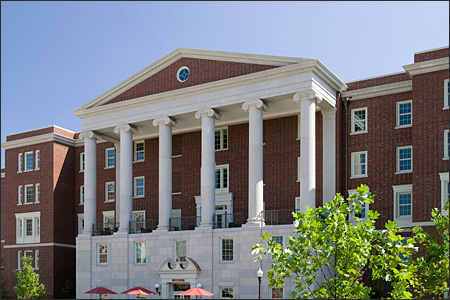
Stambaugh House

最初の授業が始まると、大学の学術的品質を強化するため誠実制度が施行される。この原理は長年学生部長であったマディソン・サラットによる有名な引用句から形作られている。
今日私はあなたに2つの試験を受けてもらいます。1つは三角法、もう1つは誠実さです。どちらも合格してくれることを望みますが、どちらかを落とすのであれば三角法にしてください。三角法の試験を落としても素晴らしい人物は世界中にたくさんいますが、誠実さの試験を落とした人で素晴らしい人物は世界中どこにもいません。
クラスでの最初の共同作業の1つとして、全ての生徒が各自の誠実を誓い、規定に調印する誠実規定調印式に出席する。調印された用紙はその後サラット学生センターに保管される。2002年卒業見込みのクラスからこの伝統は始まった。この調印式は入学式、卒業式と同様、学生が一堂に会する年にたった3回のうちの1回である。
ヴァンダービルト大学誠実委員会は実行を助け、誠実規定の伝統を守るために作られた。現在誠実委員会は誠実規定の実行や保守の他、誠実規定について広めていく役割を担っている。

### 学生用住居

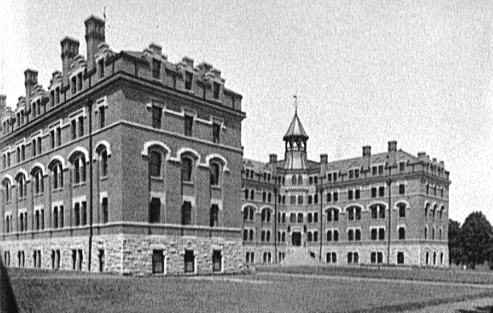
1901年から1958年に取り壊されるまでキッサム・ホールは男子寮であった。バスルームは全て地下にあった。

一般的にヴァンダービルト大学の学生はキャンパス内の寮に住むことになっている。デイヴィッドソン郡で親戚と同居、健康上の理由、婚姻者および理由のある4年生の場合は除く。新入生から4年生まで約83%の学生が現在キャンパス内に住んでいる。その他の大学生は大学院生やプロフェッショナル・スクールの学生同様キャンパス外に住んでいる。 ヴァンダービルト大学の学生生活はすなわちキャンパス・ライフである。
しかしながらキャンパス内の住居システムは急速に変化している。2002年、大学運営側より中庭を囲むタイプの現在の学生寮の構造から寄宿生大学の新しいタイプの『大学ホール』プランが発表された。カリフォルニア工科大学、コーネル大学、ハーバード大学、ライス大学、イェール大学も同様の形態を採っているこの大学ホール・システムは学生と職員が同じ住居で勉強部屋、喫茶店、洗濯施設、店舗などこの建物で生活のほとんどが行なえる施設である。この計画は現在進行中で20年以内に完成する予定である。
大学ホール・システムの第一段階は、全ての新入生が入居するピーボディのキャンパスにある10軒の学生寮ザ・コモンズである。ここで統一されたあるいは統一される生活上の経験を学ぶことが望まれた。うち5軒が改装され、さらに5軒が新しく建てられた。新しい学生寮のうち2軒はLeadership in Energy and Environmental Design (LEED)の銀認証に、新しいコモンズ・ダイニング・センターは金認証に認定され、ヴァンダービルト大学はテネシー州内で米国グリーンビルディング協会に認定された唯一の大学となった。大学は最終的に全ての新しい学生寮と改装された学生寮のうち1軒がLEEDに認定されると予見している。コモンズの建設計画は総額1億5千万ドルを越えると見込まれる。

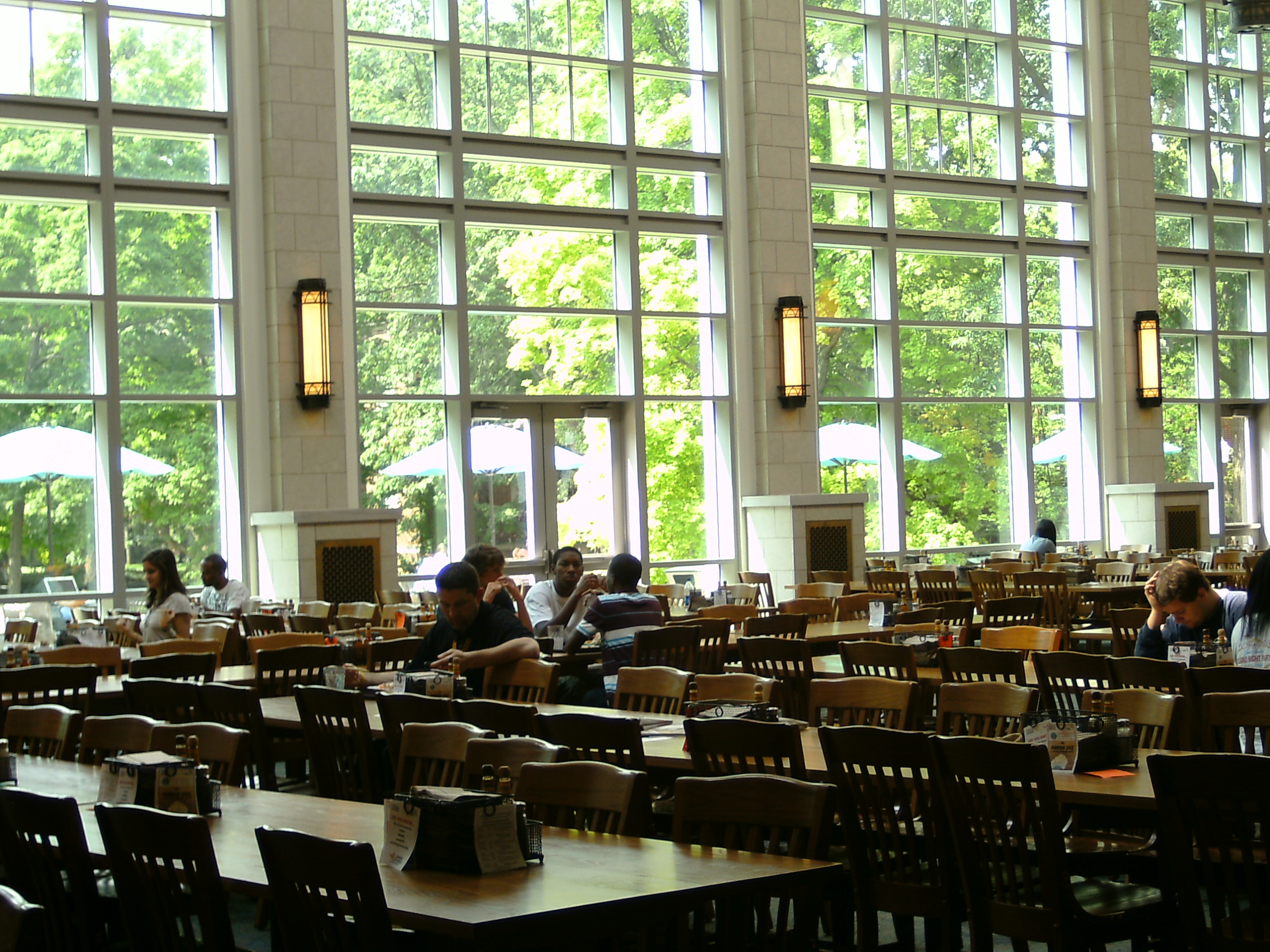
ザ・コモンズ・センターのダイニング・ホール

大学陣営は学生がキャンパス内の学生寮に住むことで教授との交流、学術的向上、人間関係の構築により良い効果をもたらすと考えている。
2012年5月、キッサム学生寮に着工し、2学部の上級生2年生から4年生まで約330名がここに住み、職員がこの寮をリードしていく予定である。各学部が2つの寮に分かれ、卒業生のフェローによりリードされる。ウエスト・エンド通りと21番通りの交差点近くのキッサム・カードラングルの6軒は2学部のための軽食堂、教室、事務所、会議室などに連結するために取り壊される。
ゼポス学長主導のこの1億1,500万ドルの計画は2014年秋に完成予定である。この資金は全て寄付と学内財源でまかなわれる。

## 学費
私立であるため学費は州立大より高い。2023年度入学の場合、学部で年間授業料61,618ドル、寮費と寮食費21,054ドル、大学院で60,750ドル、ロー・スクールだと62,230ドルかかる。

## 入学に際して
大学側は「GPAやSATの点数などで足きりはせず、生徒の総合的な能力を見る」としているが、合格者の平均GPAは3.83(2020年度）と、極めて高い。大学院は、USニューズ&ワールド・レポートのAmerica's Best Graduate Schools 2008によると、入学の難易度はSchool of Education, Law School, Graduate School of Management(Owen)などほぼ全てのプログラムが"Most Selective(最難関）"とされている。留学生（英語が母国語でない国の出身）の場合はTOEFLが必須で、通常、入学の際に必要な点数はペーパーベースで550点、コンピューターベースで213点であるが、ヴァンダービルトの場合、一部の例外を除けばミニマム・スコアはペーパーベースで570点、コンピューターベースで230点、インターネットベースで100点と他大学より高めであることに注意が必要である。ビジネススクール、ロースクールなどではミニマム・スコアは設定されていないものの、インターネットベースで100点以上が求められている。

## スポーツ
ヴァンダービルト大学はヴァンダービルト・コモドアーズと呼ばれ、NCAAのディビジョンI（フットボールはディビジョンI-A）のサウスイースタン・カンファレンス東地区に属しており、カンファレンスで唯一の私立大学である。ヴァンダービルト大学は男子6種目、女子9種目のスポーツ・チームを有している。学生数が6,600人に満たず、カンファレンス内で最も少ない。SECで2番目に学生数が少ないミシシッピ大学はヴァンダービルト大学の学生数の約2倍である。またラクロスはSECの管轄外のため女子ラクロスは全米ラクロス競技連盟に加盟している。ソフトボールやバレーボールのチームのない唯一のリーグ大学であるが、両種目とも将来的に創設される可能性はある。
男子女子テニス、男子女子バスケットボールはヴァンダービルト大学で伝統的に強いチームである。両チーム共1952年に建てられた記念体育館(メモリアル・ジム)で行なわれる。この記念体育館はチームのベンチがベースラインにあり、コート4面に座席が分かれており、コートからスタンドまでの距離と両サイドライン上の客席前列とコートの高さが特徴的である。ホームコートでの利点は『メモリアル・マジック』と呼ばれる。近年創設された女子ラクロスと、男子バスケ同様歴史の長いボーリングは全米でもまずまずの成功を収めている。20世紀前半、各種スポーツ・チームの成功の中、フットボールチームは現在ほどの活躍ではなかった。しかし2008年、25年以上ぶりのシーズン優勝をし、さらにミュージック・シティ・ボウルで50年以上ぶりにポストシーズンのゲームで勝利した。

### チーム改革
2003年9月、ヴァンダービルト大学のスポーツ・チームは全米の注目を集めることとなった。ギー学長は大学のスポーツ・チームを大学から「独立している」とし、スポーツ学生が他の学生のようになるならばさらに良くなるだろうと主張。選手達を学生生活から切り離すよりむしろ、学長は大学スポーツ・チームを、全ての学生組織を管轄する学生生活事務局の管轄下とした。これによりヴァンダービルト大学はディヴィジョン1の中でも珍しい存在となった。ヴァンダービルト大学が監督や新人選手が離れたりSECから離脱したりする危険性を含みながらも、2006年から2007年の間成功に向けた変貌を遂げ、このシーズンは大学のスポーツ史において重要な部分の1つとなった。一時期大学の16チーム中7チームは一斉にトップ25内にランクインした。女子ボーリングはNCAAの決勝戦で優勝し、NCAAに属してから初の、そして唯一の優勝となった。野球チームは2004年のNCAAスーパー・リージョナルズの要件を満たし、『ベースボール・アメリカ』誌によると全米でスカウトがトップレベルに達し、2006年、NCAAで再度活躍し、2007年、SECのレギュラー・シーズンとトーナメント決勝戦で勝利し、2007年のNCAAトーナメントでトップシードを獲得した。

### マスコット
ヴァンダービルト大学のスポーツ・チームのニックネームは船舶業で成功したコーネリアス・ヴァンダービルトのニックネームからコモドアーズと名付けられた。学生や卒業生はこれを略し『ドアーズ(Dores) 』と呼び、「Who ya with? 」(通常「V-U! 」に続く)、「Anchor Down 」、「Go Dores! 」との掛け声に使われる。
コモドアは19世紀中期から終盤までアメリカ海軍で使用された階級である。コモドアは機動部隊船の艦長で、そのためキャプテンよりも階級が高いがアドミナルよりも低い。これらの階級はイギリス海軍やその他のコモンウェルスで現在も使用されているが、アメリカ海軍では現在リア・アドミナルとして使用されている。コモドアの頭文字から「ミスターC」と呼ばれるコモドアーズのマスコットは、もみあげと繋がった髭のマトンチョップ、カットラス、制服を特徴とした19世紀の海軍将校の様相をしている。

## 著名な卒業生・関係者
ヴァンダービルト大学は約114,000名の生存する卒業生がおり、世界に31団体の卒業生会がある。

### 指導教員
- 村上和雄（医学部）

### 政治関連
多くの卒業生が政治的に重要な役職に就いている。
- アンドリュー・ラマー・アレクサンダー(1962年、B.A.) – アメリカ合衆国上院議員(フレッド・トンプソンの後任)、元テネシー州知事、元アメリカ合衆国教育長官、元大統領候補[72]
- ジョン・N・ガーナー - 政治家、副大統領、下院議長[73]
- アル・ゴア - 政治家（ロースクール中退）、副大統領、ノーベル平和賞受賞[74]
- ティッパー・ゴア(1975年、M.Phil.) - アル・ゴアの妻、ピーボディ卒業[75]
- ジェームズ・マクレイノルズ (James Clark McReynolds)(1882年、B.S.) - 元米最高裁陪席裁判官、元司法長官[72]
- デイヴィッド・ボアズ(1975年、B.A.) - ケイトー研究所取締役副社長[76]
- ジョン・R・スティールマン(1924年、M.A.) - 元アメリカ合衆国大統領首席補佐官
- ウィリアム・フリスト – 心胸外科医、元院内総務、ヴァンダービルト大学医療センター職員
- アブディウェリ・モハメド・アリ(1988年、M.A.) – ソマリア暫定連邦政府首相、ピーボディ卒
- ジョー・バーンズ – 政治家、下院議長
- フレッド・トンプソン - 政治家、2008年大統領選共和党候補（1月22日選挙戦撤退）
- ウィリアム・F・ハガティ - 駐日アメリカ合衆国大使、上院議員

### ビジネス関連
ヴァンダービルト大学の卒業生はビジネスの世界でも重要な役割を担っている。
- アン・S・ムーア(1971年、B.A.) - タイム社元会長、最高経営責任者
- ダグラス・パーカー(Doug Parker)(1986年、経営学修士) -　USエアウェイズCEO
- マシュー・J・ハート(1974年、B.A.) – ヒルトンの元会長、社長[77]

現代の経営コンサルタント業界にも強い繋がりを持っている。特に著名な経営コンサルタント3社のうち2社の創立者はヴァンダービルト大学の卒業生である。
- ブルース・ヘンダーソン (Bruce Henderson)(1937年、機械工学) - ボストン・コンサルティング・グループ創始者[79]
- ビル・ベイン(1959年) – ベイン・アンド・カンパニー創立。学生時代はPhi Beta Kappa に所属。現在ヴァンダービルト大学評議会員[80]。

- ジョン・アーノルド - ヘッジファンド「ケンタウルスエナジー」の創設者、ヘッジファンドマネージャー
- デビッド・ファー(David Farr) -　エマソン・エレクトリックCEO

### ノーベル賞受賞者
- スタンフォード・ムーア(1935年、B.A.) – 生化学者、ノーベル化学賞受賞[81]
- ムハマド・ユヌス(1971年、Ph.D.) - 経済学者、マイクロクレジット第一人者、グラミン銀行総裁、ノーベル平和賞受賞[82]
- アル・ゴア – ノーベル平和賞受賞(上記『政治関連』参照)
- スタンリー・コーエン – ノーベル生理学・医学賞受賞(下記『ヴァンダービルト大学職員』参照)
- エール・サザランド – ノーベル生理学・医学賞受賞(下記『ヴァンダービルト大学職員』参照)
- マックス・デルブリュック – ノーベル生理学・医学賞受賞(下記『ヴァンダービルト大学職員』参照)
- ポール・グリーンガード – ノーベル生理学・医学賞受賞(下記『ヴァンダービルト大学職員』参照)

### ヴァンダービルト大学職員
- スタンリー・コーエン - 生化学者、ノーベル生理学・医学賞受賞
- エール・サザランド - 生理学者、ノーベル生理学・医学賞受賞
- マックス・デルブリュック - 分子生物学第一人者、生物物理学者、ノーベル生理学・医学賞受賞[1]
- ポール・グリーンガード -  神経科学者、ノーベル生理学・医学賞受賞、ヴァンダービルト大学客員学者
- アラン・コンヌ - 数学者、フィールズ賞受賞者
- ヴォーン・ジョーンズ – 数学者、フィールズ賞受賞者

### 文学
ヴァンダービルト大学の作家グループ、サザン・アグラリアンズは1920年代から1930年代のアメリカ文学に影響を与えた。アメリカ桂冠詩人3名はヴァンダービルト大学の卒業生である。
- アレン・テイト(1922年、B.A.) - 桂冠詩人
- ロバート・ペン・ウォーレン(Robert Penn Warren)(1925年、B.A.)  - 桂冠詩人・作家、ピューリッツァー賞受賞
- ランダル・ジャレル(1938年、M.A.) - 桂冠詩人

- ジェームス・ディッキー(1949年、B.A.) – 小説家
- ジェームズ・パターソン (James Patterson)(1970年、M.A.) - 小説家[83]

### 教育
- ジェイムズ・サミュエル・オックスフォード - パルモア学院学院長

### スポーツライター、ジャーナリスト
- グラントランド・ライス(1901年、B.A.) - スポーツライター
- フレッド・ラッセル(1927年、B.A.) – スポーツライター

ヴァンダービルト大学には両名の名を冠した奨学金制度ラッセル=ライス奨学金がある。
- バスター・オルニー(1988年、B.A.) - ESPN.com、ニューヨーク・タイムズ記者[85]
- デイヴィッド・ブリンクリー – ジャーナリスト、ヴァンダービルト大学には短期間在籍[86]
- スキップ・ベイレス(1974年、B.A.) - 『ESPN First Take 』、ラッセル=ライス奨学金授与者[85]
- ウィリー・ギースト(1997年、B.A.) – MSNBC『Morning Joe 』司会

### スポーツ
- ジェイ・カトラー (2005年、B.S.) – 2006年のNFLドラフトでデンバー・ブロンコスに入団し、現在シカゴ・ベアーズのクォーターバック。
- クリス・ウィリアムズ(2008年、B.S.) - 2008年、シカゴ・ベアーズより1位指名のオフェンシブ・タックル。
- デビッド・プライス - MLBの投手、2007年ドラフト全体1位指名、ボストン・レッドソックス所属。
- ペドロ・アルバレス – MLBの一塁手、2008年ドラフト全体2位指名、ボルチモア・オリオールズ所属。
- マイク・マイナー - MLBの投手、2009年ドラフト全体7位指名、カンザスシティ・ロイヤルズ所属。
- ソニー・グレイ - MLBの投手、2011年ドラフト全体18位指名、オークランド・アスレチックス所属。
- ダンズビー・スワンソン - MLBの遊撃手、2015年ドラフト全体1位指名、アトランタ・ブレーブス所属。
- カイル・ライト -  MLBの投手、2017年ドラフト全体5位指名、アトランタ・ブレーブス所属。
- キャロライン・ペック - 1985年から1988年、ヴァンダービルト大学バスケットボールチームに所属。ESPNバスケットボール分析者、パデュー大学女子バスケットボールチームの監督で1999年全米決勝戦に出場。
- テッド・ヤング -　バスケットボール秋田いすゞ/いすゞ自動車リンクス所属。
- ドリュー・エドワード・バーヘイゲン -　NPB北海道日本ハムファイターズ所属の投手。

### 音楽、芸能
ミュージックシティのニックネームを持つナッシュビルの土地柄から、ヴァンダービルト大学からも音楽業界に進む者も多い。
- ダイナ・ショア(1938年、B.A.) - 歌手、女優、テレビ司会者
- ロザンヌ・キャッシュ(1979年、B.A.) - シンガーソングライター、作家。ジョニー・キャッシュの娘
- エイミー・グラント(1982年、B.A.) - シンガーソングライター、ミュージシャン、作家、女優
- ダークス・ベントリー(1997年、B.A.) - カントリー歌手[83]
- デルバート・マン – 映画監督、アカデミー監督賞受賞
- トム・シュルマン - 脚本家、アカデミー脚本賞受賞
- モリー・シムズ - モデル、女優
- ジョー・ボブ・ブリッグス - 映画評論家、作家、俳優[83][85]
- ベティ・ペイジ - モデル